# Naturstoffsynthese
Die Naturstoffsynthese ist ein Teilgebiet der organischen Chemie, das sich mit der Entwicklung  effizienter Synthesen von natürlich vorkommenden Stoffen, den Naturstoffen, befasst. Bei den Wirkstoff-Zielverbindungen (Targets) handelt es sich meist um Substanzen, die potentielle Medikamente darstellen und beispielsweise in der Krebstherapie zum Einsatz kommen sollen.
Hat man eine Substanz entdeckt, die die gewünschte pharmakologische Aktivität zeigt, so besteht häufig das Problem, dass man sie nur in geringen Mengen aus natürlichen Quellen isolieren kann. Ein bekanntes Beispiel ist das äußerst wirksame Antitumormedikament Paclitaxel, das aus der Rinde der pazifischen Eibe (Taxus brevifolia) gewonnen wird. Der Bedarf an Paclitaxel übersteigt bei weitem die Menge, die aus den Bäumen gewonnen werden kann, da die Extraktion nur unter Abtötung des Baums erfolgen kann und die Bäume zudem sehr langsam wachsen.

## Synthesewege
Die Aufgabe ist es, Synthesewege für Stoffe wie Paclitaxel zu entwickeln, die eine Herstellung im industriellen Maßstab ermöglichen. Dabei steht die Effizienz der Synthese im Vordergrund. Effizienz bedeutet in diesem Zusammenhang u. a.:
- möglichst wenige Stufen
- Vermeidung von Nebenprodukten und dem Einsatz nicht für die Medikamentenherstellung zugelassener giftiger Reagenzien
- Einbeziehung von katalytischen Prozessen (Katalysator)
- geringer finanzieller Aufwand

Im Falle von Paclitaxel entbrannte ein Wettbewerb, im Laufe dessen mehrere Forschergruppen eine Synthesestrategie entwickelten. Sie verfolgten dabei verschiedene Ansätze: zum einen den schrittweisen Aufbau des Moleküls (lineare Synthese), zum anderen den getrennten Aufbau verschiedener komplexerer Fragmente des Moleküls, die anschließend zu dem Wirkstoff zusammengefügt werden (konvergente Synthese). Diese Methoden sind sog. Totalsynthesen, bei denen das Molekül aus einfacheren Molekülen zusammengebaut wird.
Daneben gibt es noch die Möglichkeit der Partialsynthese, bei denen ein strukturverwandter Stoff in wenigen Schritten in die gesuchte Substanz verwandelt wird. Dieser Ansatz macht vor allem dann Sinn, wenn der strukturverwandte Stoff in größeren Mengen aus natürlichen Quellen zu beziehen ist.

## Optimierung der Stoffe
Die Naturstoffsynthese umfasst zudem die Optimierung der Stoffe für die beabsichtigte Anwendung. Das ist zum Beispiel dann nötig, wenn eine Substanz neben der gewünschten Wirkung unangenehme Nebenwirkungen zeigt. In diesem Fall muss der molekularen Ursache für die Nebenwirkungen auf den Grund gegangen werden, so dass man sie durch Modifikation der Struktur ausschalten kann. Die Herausforderung dabei ist, mit den Nebenwirkungen nicht auch gleich die gewünschte Wirkung zu beseitigen. An dieser Stelle bewegt sich die Naturstoffsynthese im Grenzgebiet zur Medizin, Pharmakologie, Pharmazeutische Biologie, Biochemie und verwandten Wissenschaften.
In der aktuellen Forschung bemüht man sich um das Verständnis von Wirkungsmechanismen und versucht eine Beziehung zwischen Struktur und Wirkung einer Substanz herzustellen, so dass man in Zukunft pharmakologische Aktivität vorhersagen und Wirkstoffe gezielt herstellen kann.